# 掌裂蒲儿根
掌裂蒲儿根（学名：Sinosenecio palmatolobus）是菊科蒲儿根属的植物，是中国的特有植物。分布在中国大陆的贵州等地，生长于海拔900米的地区，一般生于河边悬崖，目前尚未由人工引种栽培。

## 别名
掌裂华千里光（贵州植物志）